# Mošeja Hasana II., Casablanca
Mošeja Hasana II. (arabsko مسجد الحسن الثاني) je mošeja v Casablanci v Maroku. Je druga največja delujoča mošeja v Afriki in je 14. največja na svetu. Njen minaret je drugi najvišji minaret na svetu z 210 metri. Dokončana leta 1993. Zasnoval jo je Michel Pinseau pod vodstvom kralja Hasana II., zgradili pa so ga maroški obrtniki iz vsega kraljestva. Minaret je visok 60 nadstropij, na vrhu pa je laser, katerega svetloba je usmerjena proti Meki. Mošeja stoji na rtu, ki gleda na Atlantski ocean; verniki lahko molijo nad morjem, vendar nima steklenih tal. Stene so iz ročno obdelanega marmorja, streha pa je zložljiva. Za molitev se lahko zbere največ 105.000 vernikov: 25.000 v dvorani mošeje in dodatnih 80.000 na zunanjem terenu mošeje.

## Geografija
Mošeja stoji na naslovu Bd Sidi Mohammed Ben Abdallah v Casablanci. 9-hektarski kompleks leži med pristaniščem in svetilnikom El Hank. Od najbližje železniške postaje v Casa-Portu je do mošeje približno 20 minut hoje. Desetpasovni bulvar z nakupovalnimi avenijami je na južnem pročelju mošeje in sega do vrat palače Oued el Makhazine sredi mesta. Bazilikalni tloris mošeje upravičuje to razporeditev bulvarja.
Mošeja se dviga nad Atlantski ocean. Stavba je zgrajena delno na kopnem in delno nad oceanom. Ta umestitev je bila dosežena z ustvarjanjem poščadi, ki povezuje naravni skalni izdanek, pridobljen iz morja, kjer je bil prej bazen Orthlieb. Zgrajena sta bila tudi dva velika valobrana za zaščito mošeje pred erozivnim delovanjem oceanskih valov, ki so lahko visoki do 10 metrov. Za zaščito temeljev stebrov pred morjem med gradnjo je bilo treba postaviti začasni pomol, dolg 800 metrov. Njena okoljska prednost je, da je brez hrupa in onesnaževanja ter prejema svež vetrič z morja.
Poleg mošeje so druge stavbe na tem območju medresa (islamska šola), hamami (kopališča), muzej maroške zgodovine, konferenčne dvorane in zelo velika knjižnica, za katero pravijo, da je »najobsežnejša v islamskem svetu«. 41 vodnjakov na dvorišču je zelo okrašenih. Vrt okoli mošeje je dobro negovan in je priljubljena lokacija za družinske piknike. Tradicionalno zasnovana medresa zavzema površino 4840 kvadratnih metrov, vključno s kletjo. Dvonadstropna višina je zgrajena v polkrožni obliki, s prilegajočim se zidom kible in mihrabskim delom.

## Zgodovina
Zgodovinski kontekst mošeje se je začel s smrtjo kralja Mohameda V. leta 1961. Kralj Hasan II. je zahteval, da se oglasijo najboljši obrtniki v državi in predložijo načrte za mavzolej v čast umrlemu kralju; moral bi »odražati gorečnost in spoštovanje, s katerima so tega slavnega moža obravnavali«. Leta 1980 je med praznovanjem svojega rojstnega dne Hasan II. zelo jasno izrazil svoje ambicije za vzpostavitev enega samega znamenitega spomenika v Casablanci z izjavo:
Želim si, da bi bila Casablanca obdarjena z veliko, lepo stavbo, na katero bi lahko bila ponosna do konca časov ... Želim zgraditi to mošejo na vodi, ker je božji prestol na vodi. Zato lahko verniki, ki gredo tja molit, slavit stvarnika na trdnih tleh, opazujejo božje nebo in ocean.
Stavbo je naročil kralj Hasan II., kot najbolj ambiciozno stavbo, ki je bila kdaj zgrajena v Maroku. Zasnoval jo je francoski arhitekt Michel Pinseau, ki je živel v Maroku, zgradila pa ga je gradbena skupina Bouygues.
Dela so se začela 12. julija 1986 in so potekala sedem let. Gradnja naj bi bila končana leta 1989, pripravljena za 60. rojstni dan Hasana II. V najbolj intenzivnem obdobju gradnje je podnevi delalo 1400 mož, ponoči pa še 1100. Pri gradnji in olepšanju mošeje je sodelovalo 10.000 umetnikov in obrtnikov. Vendar stavba ni bila dokončana po načrtu, kar je zakasnilo otvoritev. Formalna otvoritev je bila naknadno izbrana za 11. rabi' al-awwal leta 1414 po hidžri, kar ustreza 30. avgustu 1993, ki je tudi zaznamoval predvečer obletnice rojstva preroka Mohameda. Posvečena je bila suverenu Maroka.

### Financiranje
Stroški gradnje, ocenjeni na približno 585 milijonov evrov, so bili predmet razprave v Maroku, državi z nižjim srednjim dohodkom. Medtem ko je Hasan želel zgraditi mošejo, ki bi bila po velikosti druga za mošejo v Meki, vlada ni imela sredstev za tako velik projekt. Velik del financiranja je bil iz javnih donacij. Dvanajst milijonov ljudi je darovalo v ta namen, pri čemer je vsak donator prejel potrdilo o prejemu denarja.] Najmanjši prispevek je bil 5 DH. Poleg javnih donacij in donacij podjetij ter drugih držav so zahodne države dajale gradbena posojila, ki jih je Maroko odplačeval.

## Arhitektura in oprema
Po besedah avtorjev knjige Morocco Country Study Guide mošeja Hassana II. »nedvomno označuje kontinuiteto posodobljene umetnosti prednikov in nosi znak inovacij, ki niso posledica samo tehničnih razlogov, temveč tudi plodnega raziskovanja novih estetske možnosti«. Mere stavbe so 200 metrov v dolžino in 100 metrov v širino. Vsi granit, mavec, marmor, les in drugi materiali, uporabljeni pri gradnji, so bili pridobljeni v Maroku, z izjemo nekaj italijanskih stebrov iz belega granita in 56 steklenih lestencev. Šest tisoč tradicionalnih maroških obrtnikov je delalo pet let, da bi ustvarili bogate in čudovite mozaike, kamnita in marmorna tla in stebre, izklesane mavčne letve ter izrezljane in poslikane lesene strope. Zunanje površine mošeje so izdelane iz titana, brona in granita. Okrašena je z bledo modrim marmorjem in zellij ploščicami. Posebna značilnost mošeje je, da so vse strukture izdelane iz armiranega betona in vsi okraski so tradicionalnega maroškega dizajna. V gradbena dela je bilo vključenih 35.000 delavcev in opravljenih preko 50 milijonov ur. Mošeja lahko sprejme 25.000 vernikov za molitve v glavni dvorani in dodatnih 80.000 na trgih okoli nje.
Pomembne arhitekturne značilnosti vključujejo opazne stebre, podkvaste loke in neštete muqarnas, ki krasijo strope. Kupola, oboki in stene dajejo mošeji velik ambient. Prvovrstno ozvočenje je diskretno skrito. Soba za umivanje in velik javni hamam sta v kleti z lastnim vhodom. V kopeli hamam so uporabljali tadelakt, tehniko mavčenja, ki mešanemu mavcu doda jajčne rumenjake in črno milo.

### Oblikovanje
Stavba združuje islamsko arhitekturo in maroške elemente ter odraža mavrske vplive, hkrati pa ima urbano zasnovo. Prikazuje elemente, ki jih najdemo v drugih maroških stavbah, kot sta nedokončana mošeja v Rabatu in mošeja Kutubija v Marakešu. Obstajajo elementi iz stare rimske utrdbe, spremenjene v grobnico kralja Mohameda V. Drugi elementi izvirajo iz mošeje Hassan Tower, Kupole na skali (znane tudi kot Qubbat al Sakhra 688–692 n. št.), Velike mošeje Medina ( 705–710 n. št.), Velika mošeja v Kairouanu v Tuniziji (663 n. št.), Mošeja Omajadov v Damasku (705–715 n. št.), Velika mošeja, Córdoba (785–786 n. št.), mošeja Quarawiyyin (956 in 1135 n. št.) v Maroku, Velika mošeja v Tlemcenu (1136) in Džamaa el Kebir v Alžiru (1096). Njena postavitev je znana kot bazilikanski tloris, ki se razlikuje od običajne prakse tlorisa v obliki črke T, sprejetega v številnih severnoafriških državah. Stena kible je pravokotna na ladje, kar naj bi bila nekonvencionalna postavitev, glede na to, da je običajno, da so vrste vernikov, obrnjenih proti Meki, čim širše, namesto da bi segale dlje nazaj (Halod in Khan 1997, 61). Sprejetje tega tlorisa je bilo opisano kot »konflikt med kraljem Hasanom II., starodavnim aristokratom, in kraljem Hasanom II., sodobnim voditeljem, ki mora razviti trgovino in industrijo, da bi zadostil potrebam svoje države«.

### Molitvena dvorana
Molitvena dvorana je na vrhu mošeje, prekrita z okni. Osrednja dvorana je centralno ogrevana in ponuja spektakularen podvodni pogled na Atlantski ocean. Okraski v dvorani so dovršeni in izvrstni, kar je omogočilo sodelovanje 6000 mojstrov iz Maroka, ki so delali na njej. Tako velika je, da lahko zlahka sprejme Notre-Dame de Paris ali baziliko svetega Petra. Rezbarije, zellij in štukature so dovršene in zelo impresivne zasnove; les, uporabljen za rezbarjenje, je atlaška cedra iz Srednjega Atlasa, marmor je iz Agadirja, granit pa je pripeljan iz Tafraouteja.
Molitvena dvorana je zgrajena v obliki pravokotnika dolžine 200 metrov in širine 100 metrov s tremi ladjami, ki so pravokotne na steno kible. Osrednja ladja dvorane je s 40 m višja od stranskih ladij, ki sta visoki 27 metrov. Osrednja dvorana je valovita z zaporedjem številnih kupol, s katerih visijo stekleni lestenci, uvoženi iz Murana. Na obeh straneh veže so medetažne etaže z izrezljanim pohištvom iz temnega lesa, ki je namenjeno ženskam. Vrata so na električni pogon. Na steni fasade je vgrajena »pregrada iz marmorja kot triptih z odprtim delom in osrednjim oknom, obrobljenim z dvema manjšima oknoma«. Takšne plošče, zgrajene z večbarvnimi loki, vgraviranimi z ornamentiranimi cvetličnimi motivi, so videti kot geometrijski okvir, če jih gledamo od zunaj. Vrata so okrašena z marmornimi palicami, ki imajo umetne sklepnike (izmenično gladke ali izklesane). Stebri, visoki 13 metrov, so kvadratne oblike z vpetimi prečniki ki križno združujejo vrsto stebrov. Geometrično oblikovani polikromatski zellji z rezljanim ometom so označeni s cvetličnimi in geometričnimi ornamenti z epigrafiko. Izrezljan ali pobarvan marmor ali oblikovan les se uporablja za te elegantne modele, ki poudarjajo oblike islamske umetnosti.
Streha je zložljiva, osvetljuje dvorano z dnevno sončno svetlobo in vernikom omogoča molitev pod zvezdami v jasnih nočeh. Tehta 1100 ton in jo je mogoče odpreti v petih minutah; je na višini 60 metrovo, s površino 3400 kvadratnih metrov. Streha je pokrita s strešniki iz litega aluminija, močnejši in zanesljivejši od klasičnih keramičnih strešnikov ter približno 35 odstotkov lažji. Molitveno dvorano osvetljuje tudi svetloba steklenih vrat na severni steni.

### Minaret
Minaret je visok 210 metrov in je bil najvišji minaret na svetu, ko je bil dokončan leta 1993. Na vrhu ima nameščen laserski žarek, ki se zvečer elektronsko upravlja. Usmerjen je proti Meki in ima doseg 30 kilometrov. Minaret naj bi izboljšal vizualno poravnavo bulvarja. Je kvadratne oblike. Razmerje med širino podnožja in vrha 1 proti 8 (med kletjo in vrhom) ima na zunanjosti marmorno oblogo s strogim okrasjem. Lice fasade imajo izrezljano ornamentiko z različnimi materiali. Ta okrasni material (s kromom in zeleno kot prevladujočima barvama) je nadomestek za uporabo opeke, materiala, uporabljenega v mnogih drugih pomembnih minaretih, in je dal mošeji izjemno eleganco. Zelene ploščice okrasijo minaret za tretjino višine od vrha, nato pa spremenijo barvo v globoko zeleno ali turkizno modro; rečeno je, da je oblikovalec v minaretu Hasana II. uporabil svojo zeleno morsko peno in božjo modro, da bi proslavil življenje kralja. Za minaret je bil uporabljen beton posebnega razreda, ki se je dobro obnesel v težkih pogojih kombiniranega delovanja močnega vetra in potresa. To je dosegel znanstveni oddelek skupine Bouygues, izvajalec projekta, ki je razvil izjemno močan beton, štirikrat močnejši od običajnega betona. Imenuje se B.H.P (visoko odporen beton) in nudi odpornost na tlačno vrednost 1200 barov na kvadratni centimeter (kar naj bi bil svetovni rekord) in ima zelo hiter čas strjevanja. To je omogočilo gradnjo višjega objekta z ustreznim podpiranjem temeljev ob upoštevanju terminskega plana gradnje. Žerjavi so bili oblikovani tudi glede na višino minareta za betoniranje.

## Muzej mošeje Hassana II
Muzej je svoja vrata za javnost odprl po izgradnji mošeje. Predstavlja umetnine iz različnih tradicionalnih maroških umetnosti ter neuporabljene arhitekturne elemente mošeje, kot so izrezljane štukature, poslikani leseni stropi in stene zellij.

## Restavratorska dela
Deset let po dokončanju mošeje so opazili strukturno poslabšanje betonskega zidu. To je bilo pojasnjeno kot posledica izpostavljenosti slani vodi Atlantskega oceana, v katero sega skoraj polovica temeljev mošeje. Slana voda, ki je migrirala v porozni beton, je povzročila rjavenje armaturnih jeklenih ojačitev, kar je povzročilo širjenje jekla in povzročilo razpoke v betonu. Slana voda je prodrla čez jekleno palico tudi v strukture.
Učinkovita obnovitvena dela so se začela aprila 2005. To je vključevalo uporabo nerjavečega jekla razreda moly v kombinaciji z visokokakovostnim betonom, da bi bila struktura odporna na napad klorida, proces, ki se je razvil med 3 leti raziskav. To naj bi podaljšalo življenjsko dobo stavbe za 100 let. Dela so potekala v štirih fazah. V prvi fazi je bil zgrajen neprepusten kasetni jez za izolacijo in sušenje delovnega območja. To je bilo zgrajeno 5 metrov pod najvišjo gladino vode. V drugi fazi so praznine v molilnici zapolnili z betonom. V tretji fazi so bile porušene konstrukcijske plošče in stebri na zunanjem delu mošeje, ki je izpostavljen morju; Odstranjenega je bilo 6000 kubičnih metrov betona. V četrti fazi so bila zgrajena nova zunanja zaščitna dela z uporabo betona visoke trdnosti z 2205 (v skladu s standardi UNS S 32205 EN 1.442) palic iz nerjavečega jekla kot ojačitve za učinkovit nadzor erozije. Čeprav so bile izvedene številne konstrukcijske spremembe po podrobnem načrtu, je bilo med izvajanjem del še vedno 100 zunanjih stebrov, imenovanih 'glavniki' zaradi njihovih lastnosti lomljenja valov, izpostavljenih slani vodi in delovanju valov in jih je bilo treba zamenjati z novimi stebri. Ti so bili izdelani iz betona visoke trdnosti z ojačitvami iz nerjavečega jekla 2205. Zaradi tega je bilo treba za prejšnjim zgraditi dodaten neprepustni nasip; skupna količina nasipa je bila 20.000 kubičnih metrov. Vsa ta dela so vključevala uporabo 1300 ton posebnega jekla (s 40 tonami Mo) 8–20 milimetrov (0,31–0,79 in) palic z mejo tečenja 850 N na mm2. Količina vlitega betona je vključevala 100.000 kubičnih metrov nearmiranega masivnega betona in 10.000 kubičnih metrov betona visoke trdnosti. Celotno delo je bilo opravljeno v vrednosti 50 milijonov evrov.

## Galerija
- Odsev minareta na vodi Atlantika